# Українці Росії
Украї́нці в Росі́ї становлять найбільшу українську діаспору в світі. У Росії українською говорить 1,1 млн осіб (2010; у 2002 — 1,8 млн). Згідно з переписом 2010, в РФ проживає 1 927 988 українців, або 1,4 % загальної чисельності населення, що робить їх третьою за величиною етнічною групою після росіян і татар у Росії.

## Історія

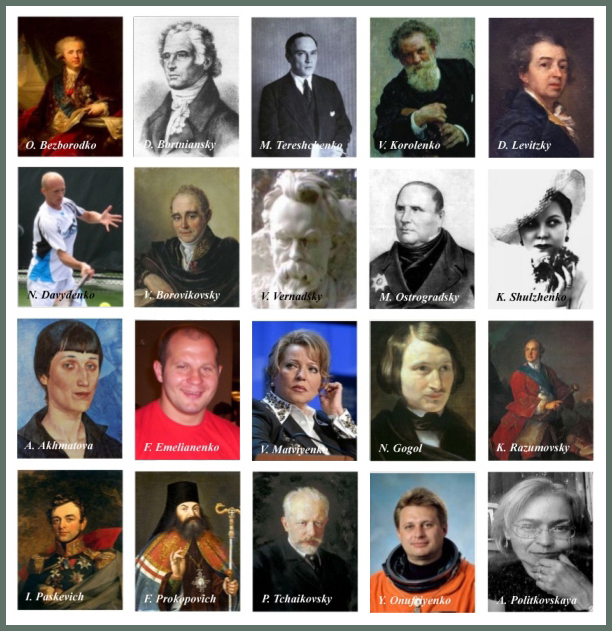
Українці у Росії.

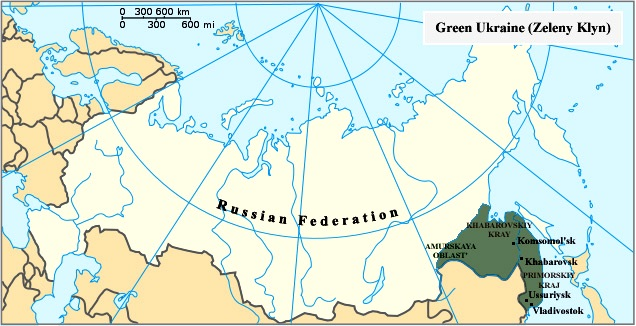
Зелений Клин, землі українських поселенців у південній частині Далекого Сходу

Присутність українців на території сучасної Росії починається від часів Київської Русі. По суті, це власне руси (русичі) — українці з берегів Дніпра принесли на північні й східні терени Русі християнську культуру. Але тоді вони виступали частіше як завойовники і колонізатори нових земель і народів, а священники — як місіонери. Зрозуміло, що частина княжих дружинників, священнослужителі-християни часто назавжди залишалися на північно-східних землях Київської Русі. З приходом татаро-монголів (1243—1480 рр.) цей потік людей і культури з Дніпра на Північний Схід майже припинився.
Друга хвиля русько-української людності на землі тепер уже Московського царства припадає на добу Козаччини. Українські козаки в різні часи й ходили походами на цю державу (похід 20-тисячного війська Гетьмана Петра Сагайдачного на Москву в 1618 р.), і виступали як союзні війська разом з московськими стрільцями (війни проти Польщі й Туреччини), інколи назавжди переселялися на вільні землі на схід, несли військову службу за винагороду. Крім того, Україна виступала культурним і науковим донором для Московії, бо саме тут містилися єдині в Східній Європі вищі школи — Острозька (з 1576 р.) та Києво-Могилянська академії (з 1632 р.), вихованці яких часто жили і працювали на сучасних російських землях. Запрошуючи з України «лучших людей», тобто кваліфікованих спеціалістів, російська адміністрація заохочувала їх переїздити зі всім своїм статком, назавжди. Після Переяславської угоди з'являються й політичні в'язні — полковник Іван Нечай, зять Богдана Хмельницького, гетьмани Петро Дорошенко, Дем'ян Многогрішний, Іван Самойлович, козацькі старшини, особливо ті, хто підтримав Гетьмана Івана Мазепу і незалежність України.

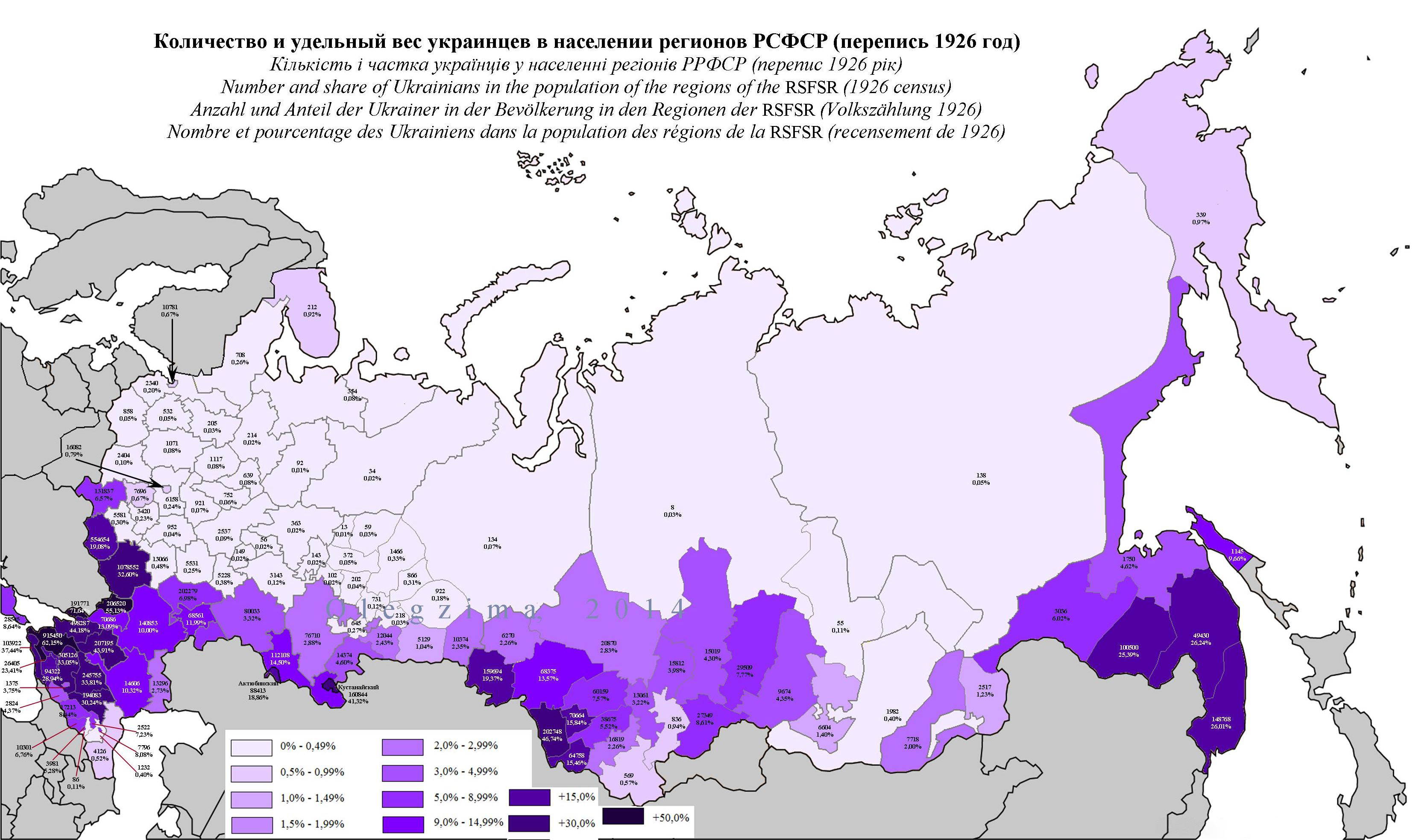
Розселення українців в РРФСР, 1926.

За даними українського дослідника К. В. Харламповича, серед 127 архиєреїв, які в 1700—1762 роках обіймали російські кафедри, 70 — українці, 43 — росіяни, 3 — греки, 3 — румуни, 2 — серби, 2 — грузини. П'ять українців були митрополитами, причому Дмитрія Ростовського, Іоасафа Білгородського, Інокентія Іркутського, Іоанна Максимовича канонізовано як святих. До 1758 р. на 10 кафедр призначено 9 українців і лише 1 росіянина. За статистичними підрахунками О. Брюкнера, український вплив європеїзував Москву. Але відірвані від основного народного українського дерева переселенці асимілювалися. Однак саме їхня клопітка праця на широких просторах Російської імперії визначила європейський шлях розвитку Росії.
За офіційними статистичними джерелами, у 1719 р. чисельність українців у Росії становила 262,9 тисячі осіб, у 1795 р. вона зросла до 810,9 тисячі осіб. Відповідно до перепису, число українців у Росії в 1897 р. сягнуло 3,6211 млн, а в 1926 р. — 7,873 млн.

### ХХ-XXI сторіччя
У повоєнні роки українці чисельно становили 3,359 млн, у 1989 р. — 4,4 млн. Найбільше українців проживає в Москві, Санкт-Петербурзі, в районах Курська, Воронежа, Саратова, Самари, Астрахані, Владивостока, Кубані (Краснодарський край), Дону, від Оренбурга до Тихого океану, в Закаспійській області, у Приморському краю над рікою Усурі, в Амурській області («Зелений Клин»).
Ряд авторів і організацій вважає офіційні оцінки чисельності українців у Росії заниженими. Альтернативні дані (газета «Лига Наций», 2000 р.) дають приблизно 5 млн українців. Триває швидка асиміляція українців. Найбільш давні компактні поселення українців — у Воронезькій, Курській та Білгородській областях. Після «розкуркулювання» в 1930-х роках їх число з 800 тис. — 1 млн населення тут істотно змінилось і в 2015-му становить 200 тис. українців. На Північному Кавказі проживає 460 тис. українців. Найбільш компактно в цьому регіоні українці проживають у Краснодарському краї та Ростовській обл.
У нафтових і газових районах Півночі та Західному Сибіру проживають: у Тюменській обл. — 260 тис.; Ханти-Мансійському автономному окрузі — 150 тис.; Республіці Комі — 100 тис. Загалом у Сибіру й на Далекому Сході проживає 1,5 млн українців. В областях і республіках Урало-Поволзького регіону (Челябінська, Оренбурзька, Саратовська обл.) — 800 тис. українців. У Москві й Московській області — до 500 тис. українців. У Санкт-Петербурзі й Ленінградській області до 250 тис. українців. З 1991 року триває процес трудової еміграції українців до Росії. Офіційно за період 1991—2002 рр. це 1,244 млн осіб. Неофіційно у Росії на 2015 рік оціночно до 7 млн українців.
Життя українців Росії значно активізувалося після розпаду Радянського Союзу, проте на початку XXI століття їхня діяльність знову підпала під пильний контроль російської влади й силових структур. Майже в усіх регіонах створено українські культурно-національні організації, які входили в «Об'єднання українців у Росії». Внаслідок гонінь російської влади (судові процеси) об'єднання було закрито в 2010 році. Спроби зареєструвати нову всеросійську організацію, яка б об'єднувала українські організації з різних куточків Росії, станом на початок 2013 року не мали успіху.

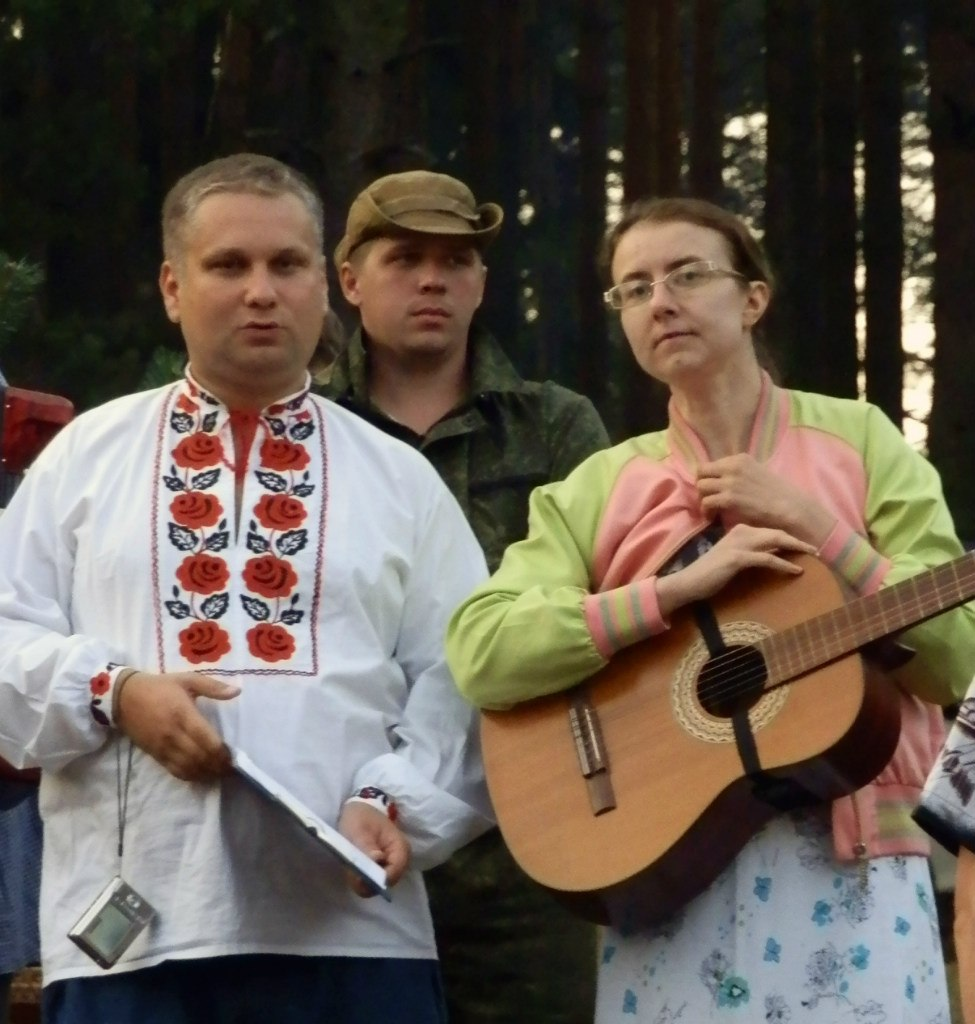
Учасники третього УМФР. Селігер. літо 2013 року

У 2011 році в Москві був проведений перший з'їзд Українського молодіжного форуму Росії. Він створювався як неформальне співтовариство з горизонтальною структурою управління, який повинен об'єднати якомога більше молодих українців, що живуть у Росії. Було проведено 3 форуми. Крім Москви в 2012-му форум пройшов в місті Пушкіно Московської області, в 2013-му останній, на даний момент, форум пройшов в Тверській області на озері Селігер. У заходах брали участь російські обласні чиновники. Зокрема, в Твері перед учасниками виступав начальник управління з громадських зв'язків апарату губернатора Тверської області Андрій Гагарін.
Географія учасників форуму простягалася від Сибіру (Іркутськ, Омськ, Новосибірськ) до Мурманська. У 2014 році четвертий форум, присвячений 200-річчю Тараса Шевченка, був запланований в Санкт-Петербурзі, проте через погіршення політичної обстановки від його проведення було вирішено відмовитися. У 2012 члени Українського молодіжного форуму Росії провели два Мегамарші вишиванок у російських містах, зокрема у Воронежі в ньому взяли участь близько 100 осіб.

## Компактні українські центри у Росії

### Санкт-Петербург
Коли Санкт-Петербург був столицею Російської імперії, багато людей звідусіль, у тому числі українців, переїхали до нього. Відомі українські поети Тарас Шевченко і Дмитро Бортнянський провели більшу частину свого життя й померли в Санкт-Петербурзі.
За даними останнього перепису населення 2010 року, у місті налічується 64 446 українців; вони становлять найбільшу неросійську етнічну групу цього суб'єкта Російської Федерації.

### Зелений Клин

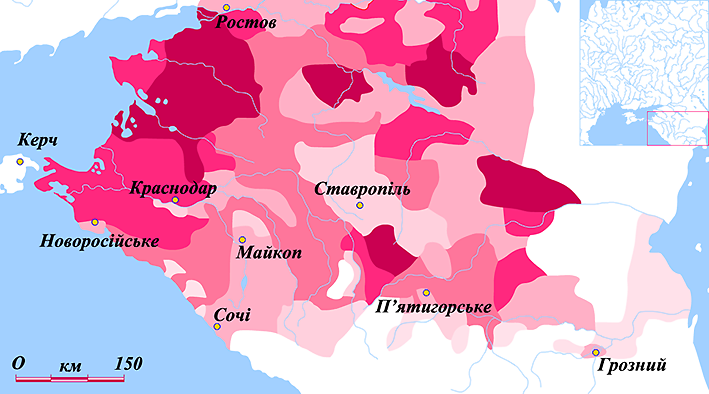
Українці на Кубані, перепис 1926
90—75 %
75—50 %
50—25 %
25—10 %
10—5 %
5—2 %

Зелений Клин (який часто називають Зелена Україна) — ділянка землі, що заселялася переважно українцями, є частиною Сибіру та Далекого Сходу Росії та лежить на Амурі біля Тихого океану. Його територія — понад 1 000 000 кв. км, населення  — 3,1 млн осіб (1958).
Українське населення в 1926 р. становило 41—47 % населення. В останньому переписі населення Росії вказано, що українці там є другою етнічною групою за кількістю.
| 90—75 % 75—50 % 50—25 % | 25—10 % 10—5 % 5—2 % |

### Малиновий Клин

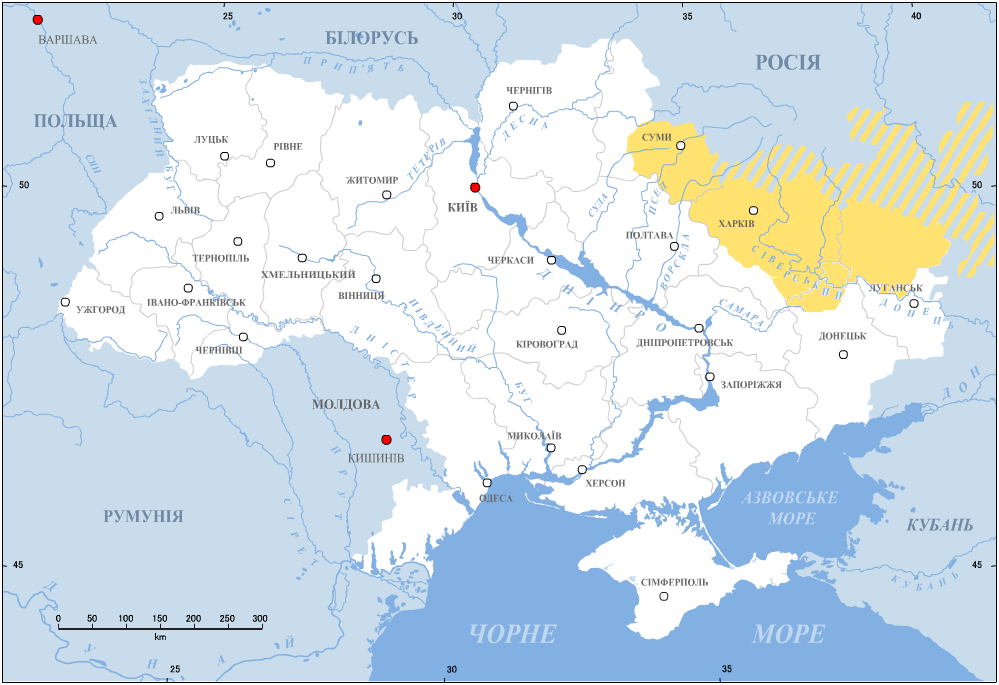
Слобожанщина

Чорноморські козаки заснували на Кубані 40 курінних селищ і дали їм ті ж назви, що мали курені на Запорозькій Січі. У наступні роки туди була переселена частина колишніх козаків, які після зруйнування Січі осіли на Катеринославщині та Херсонщині.
Найяскравішим прикладом масової депопуляції українців в РРФСР є зникнення в 1930-х роках 90 % українського населення Кубані.

### Східна Слобожанщина
Східна Слобожанщина (Подоння, Північна Слобожанщина, Подонь) — етнічні українські землі, що розташовані зараз в межах Курської, Білгородської та Воронезької областей Російської Федерації, північно-східна частина Слобідської України.

## Переслідування
В нульових роках українські громадські, культурні та релігійні діячі в Росії зазнавали нападів, побиття, замахів на вбивство й убивств. А українські організації та заклади, що виникли на хвилі демократичних реформ, були ліквідовані.
У 2002 році в Іванівській області вбили бізнесмена, мецената і члена Українського культурного товариства «Мрія» Володимира Побуринного.
У 2003 році вікарій московської парафії Святого Ігнатія Богоносця Єпископа Антіохійського Олександр Сімченко (УГКЦ) був уперше побитий невідомими у поїзді Івано-Франківськ–Москва. Внаслідок побиття о. Олександр провів кілька тижнів у лікарні, але кримінальну справу порушено не було. Після того він був побитий ще 5 разів. Винних не знаходили.
У квітні 2004 року у Владивостоці вбили керівника українського хору «Горлиця» Анатолія Криля, лікаря за фахом.
У липні 2006 року в Тулі – замах на вбивство голови Ревізійної комісії Федеральної національно-культурної автономії українців Росії (ФКНАУР) Наталі Ковальової. На неї напали двоє невідомих та жорстоко її скалічили. Металевим прутом, який знайшли поряд із місцем нападу, їй розтрощили обличчя, ледве не вибили праве око, зламали зуби. Від ударів в обличчя кістки черепа були зламані, у мозку – внутрішній крововилив.
У грудні 2006 року в Тулі вбили її чоловіка – члена Ради Об’єднання українців Росії, голову Тульської регіональної організації «Батьківська стріха» Володимира Сенишина.
Крім об'єднань під тиск підпадають заклади культури. 17 квітня 2008 р. зупинено діяльність Українського освітнього центру при середній школі № 124 (2008) під приводом відсутності дозвільних документів на саме існування Українського освітнього центру. У 2006—2007 рр. чинилися тиск і перевірки працівників Бібліотеки української літератури в Москві. Працівники бібліотеки заявляли про гоніння на них з боку ФСБ. 21 грудня 2010 року було вчинено новий обшук бібліотеки співробітниками ФСБ Росії. Основна причина — пошук літератури екстреміського й антиросійського характеру. Вилучено низку книжок. 24 грудня 2010 року — знову обшук, у ході якого вилучено жорсткі диски з комп'ютерів бібліотеки, а також читацькі квитки. Бібліотеку було опечатано й закрито.
24 листопада 2010 р. Верховний суд РФ заборонив федеральну національно-культурну автономію українців у РФ («Українці Росії») через виступи її керівника на радіо та заходах, присвячених пам'яті жертв Голодомору. Аналогічна ситуація складається з Об'єднанням українців у Росії в 2012 році. Його закрили під приводом порушень статуту.
Міністерство юстиції РФ вирішило ліквідувати Сибірський центр української культури «Сірий Клин» у м. Омську в 2020 році.

## Демографія

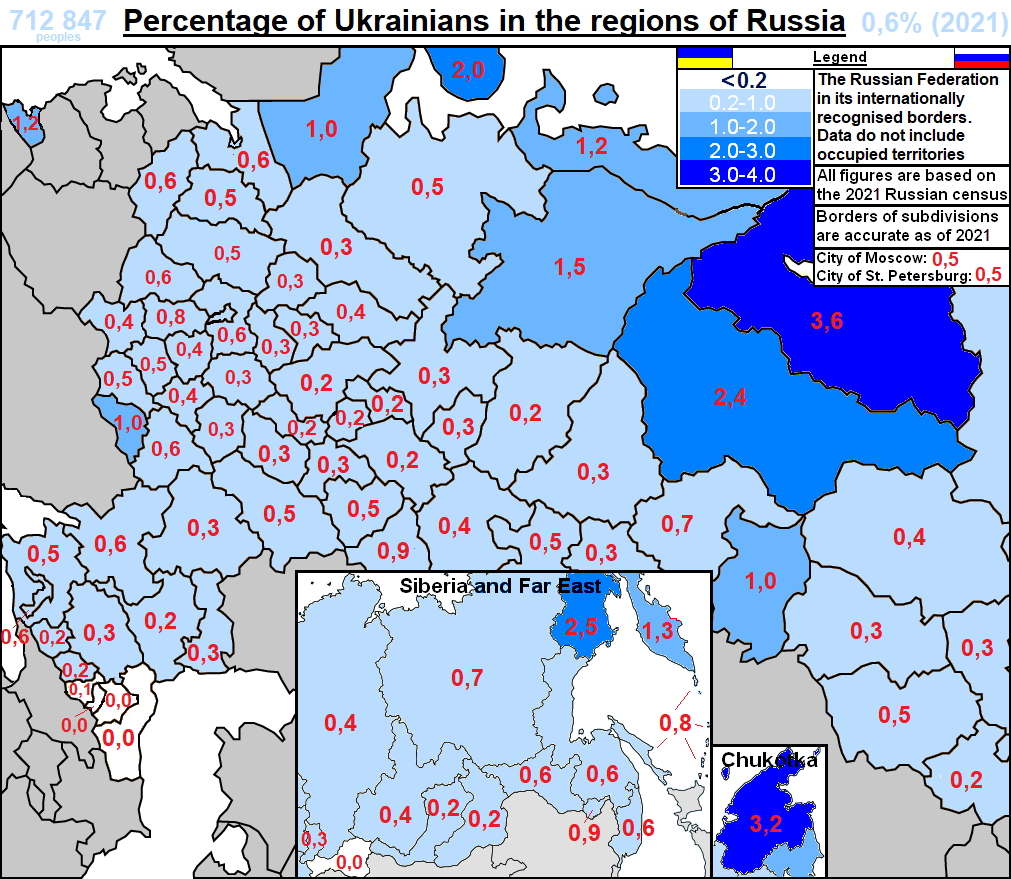
Питома вага українців (у %) в населенні суб'єктів Російської Федерації за переписом 2021 р.

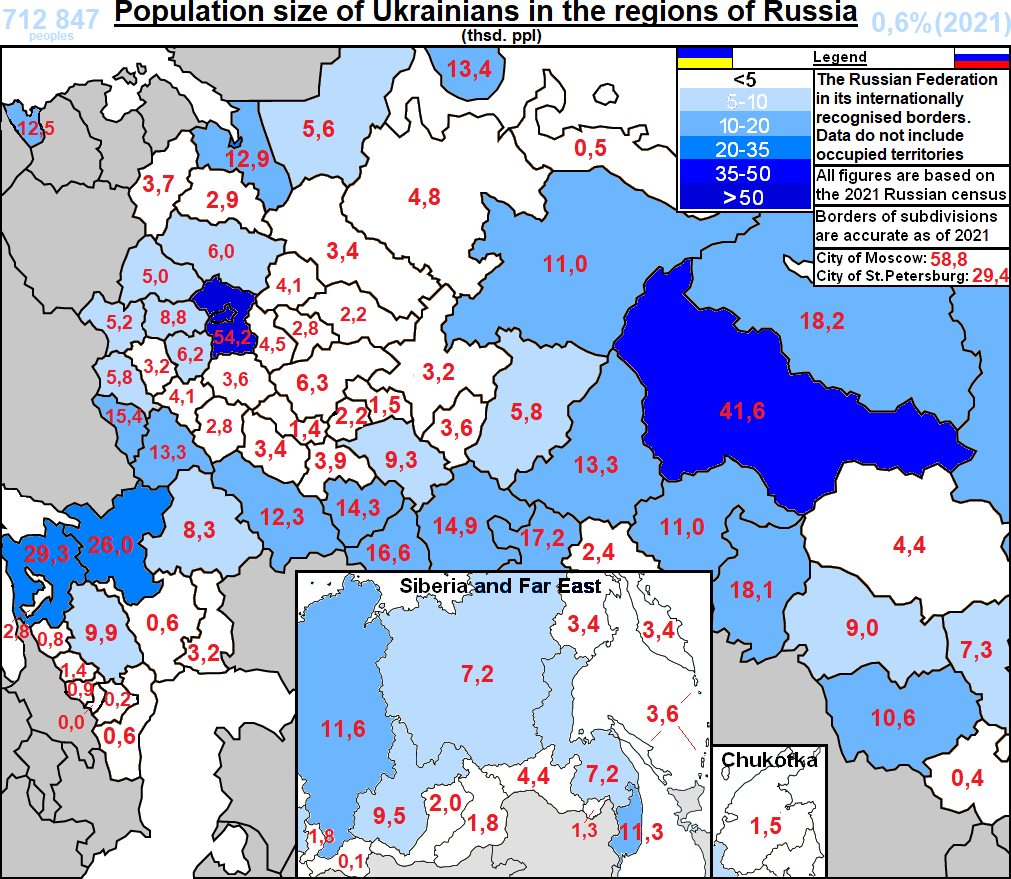
Чисельність українців у регіонах Росії, тис. осіб, перепис 2021 р.

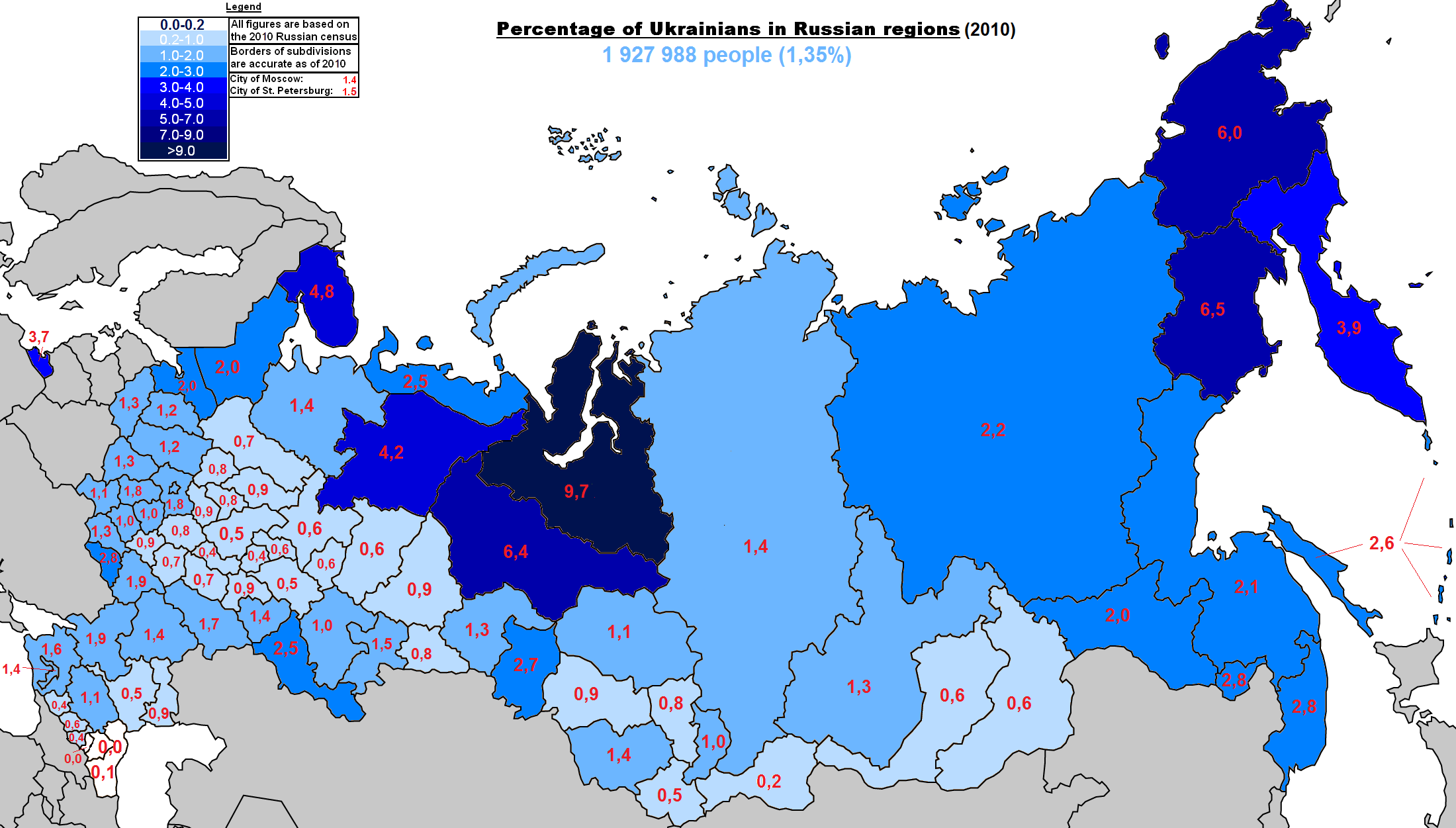
Питома вага українців (у %) в населенні суб'єктів Російської Федерації за переписом 2010 р.

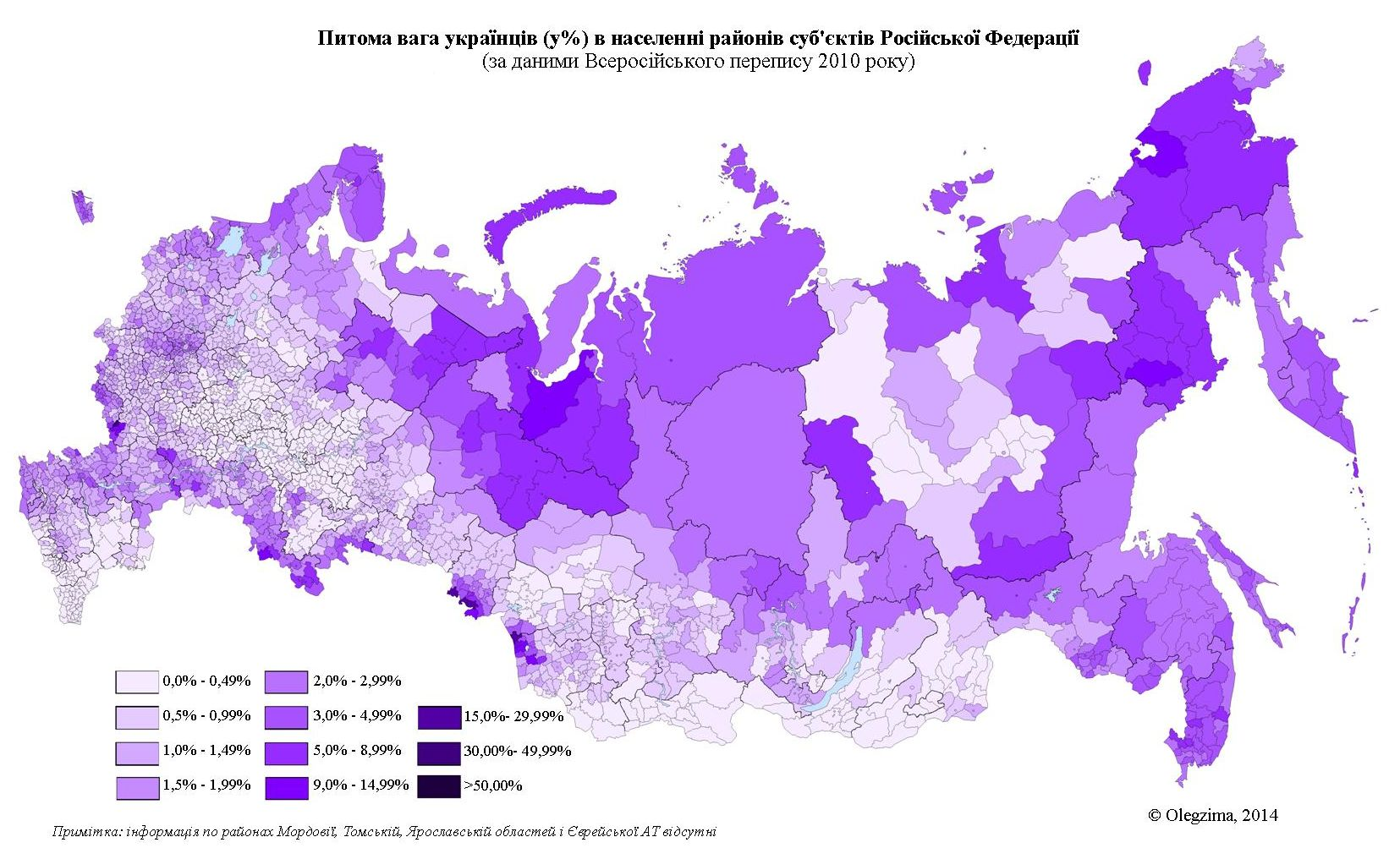
Питома вага українців (у %) в населенні муніципалітетів суб'єктів Російської Федерації за переписом 2010 р.

### Статистика
Статистична інформація про українців східної діаспори з матеріалів переписів населення в Російській імперії, Радянському Союзі та Росії була зібрана в 1897, 1920, 1923, 1926, 1937, 1939, 1959, 1970, 1979, 1989 і 2002 роках. З них тільки перепис 1937 року був відкинутий і проведений перепис 1939 року.
У період після розпаду Радянського Союзу в 1991 році основна увага була зосереджена на східній українській діаспорі. Були зроблені численні спроби об'єднати інформацію, зокрема в журналах «Золоті Ворота» і «Українська діаспора».
| Рік перепису | Чисельність | Відсоток (%) |
| ------------ | ----------- | ------------ |
| 1926         | 6 871 194   | 7,4          |
| 1939         | 3 359 184   | 3,07         |
| 1959         | 3 359 083   | 2,86         |
| 1970         | 3 345 885   | 2,57         |
| 1979         | 3 657 647   | 2,66         |
| 1989         | 4 362872    | 2,97         |
| 2002         | 2 942 961   | 2,03         |
| 2010         | 1 927 988   | 1,40         |

Райони та міста із кількістю українців понад 10 % (станом на 2010 рік):
| район/місто             | територіально- адміністративна одиниця | %    |
| ----------------------- | -------------------------------------- | ---- |
| Ольховатський район     | Воронезька область                     | 32,1 |
| Павлоградський район    | Омська область                         | 24,6 |
| Одеський район          | Омська область                         | 21,4 |
| Полтавський район       | Омська область                         | 16,6 |
| Розсошанський район     | Воронезька область                     | 12,9 |
| м. Островний            | Мурманська область                     | 12,7 |
| м. Ноябрськ             | ЯНАО                                   | 12,4 |
| м. Губкінський          | ЯНАО                                   | 12,2 |
| м. Муравленко           | ЯНАО                                   | 12,1 |
| м. Видяєве              | Мурманська область                     | 11,7 |
| м. Заозерськ            | Мурманська область                     | 11,3 |
| Акбулацький район       | Оренбурзька область                    | 11,2 |
| м. Новий Уренгой        | ЯНАО                                   | 11,0 |
| Русько-Полянський район | Омська область                         | 10,9 |
| м. Покачі               | ХМАО                                   | 10,4 |

|                   |  |                         |  |                           |  |
| Кубанська область |  | Ставропольська губернія |  | Область Війська Донського |  |

|                  |  |                     |  |  |  |
| Курська губернія |  | Воронізька губернія |  |  |  |

### Тенденції

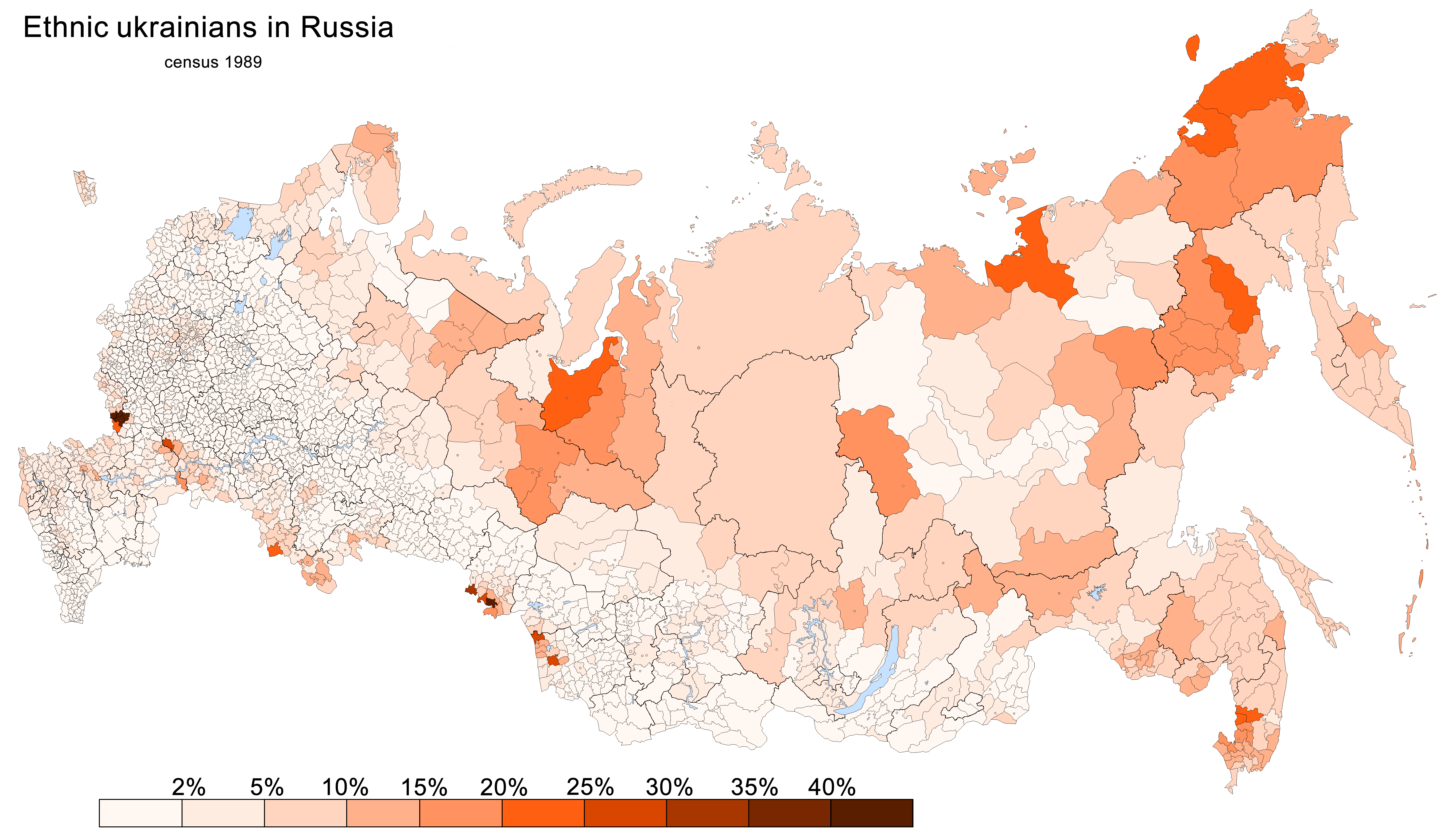
Питома вага українців (у%) в населенні районів суб'єктів Російської Федерації за переписом 1989 р.

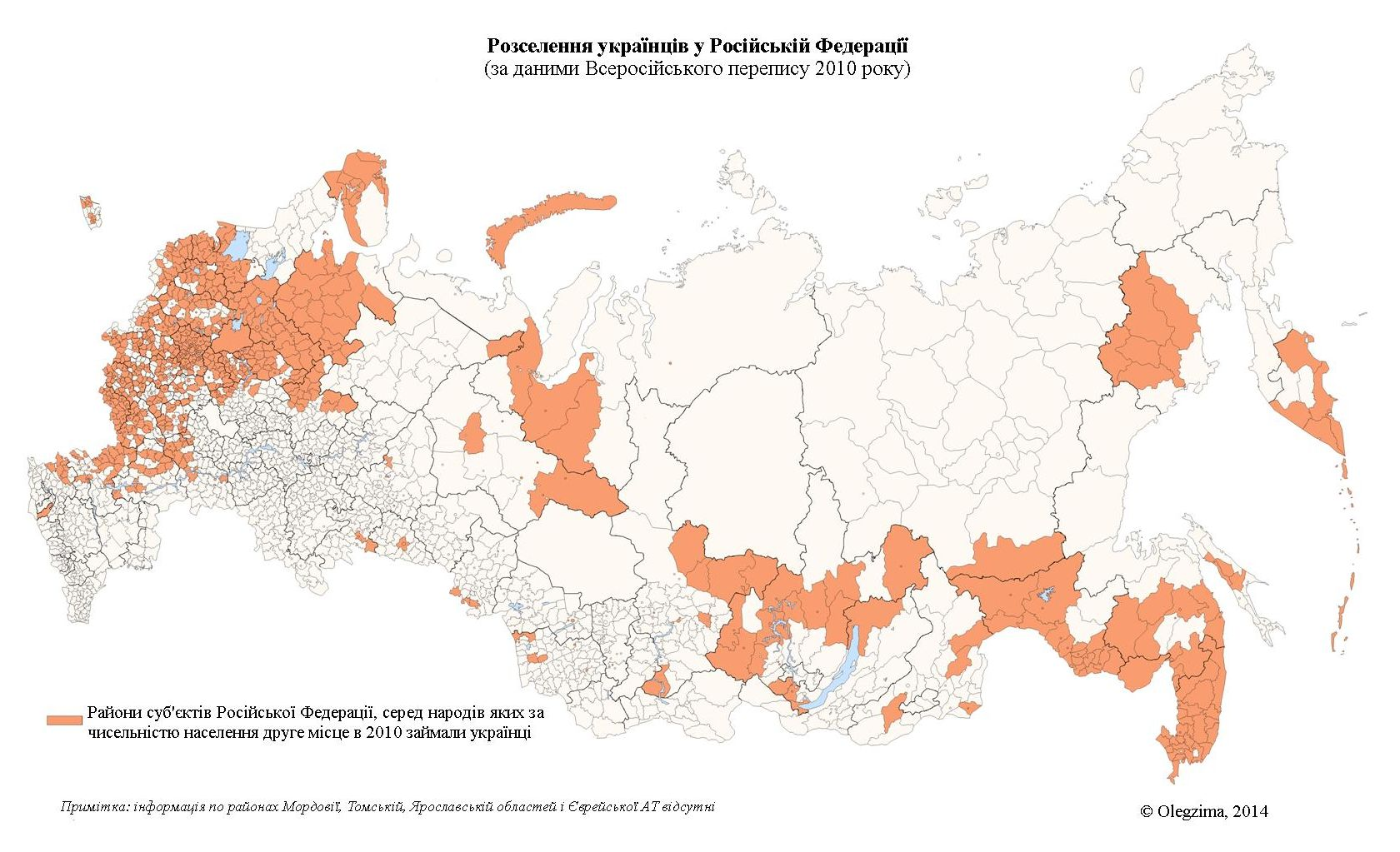
Райони суб'єктів Російської Федерації, серед народів яких за чисельністю населення друге місце в 2010 займали українці

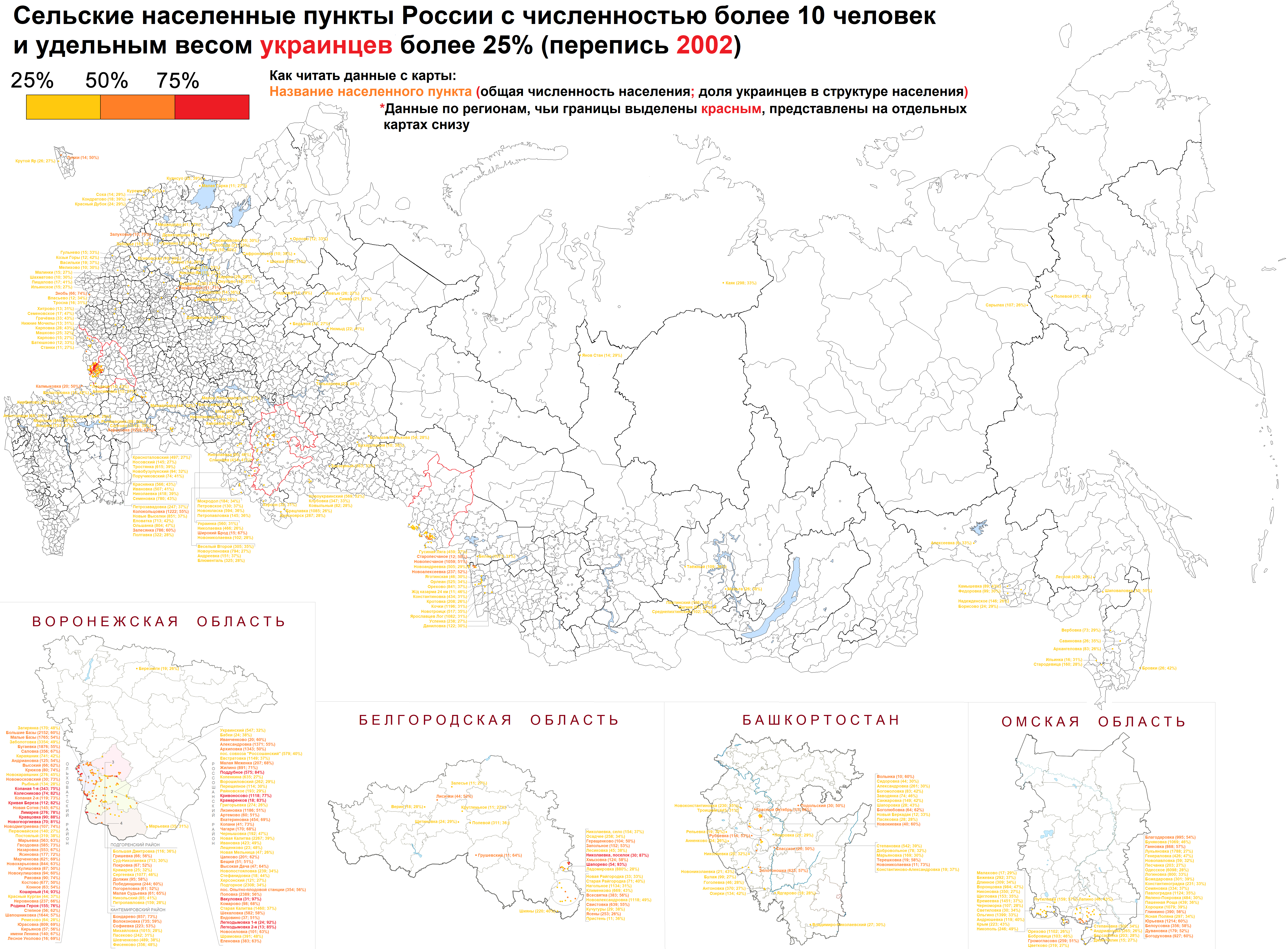
Сільські населені пункти Росії з чисельністю українців понад 10 осіб та питомою вагою понад 25% (перепис 2002)

У 1990-ті роки українського населення у Росії помітно поменшало. Це зумовлено низкою факторів. Найважливіший з них — загальне скорочення чисельності населення у Росії. Водночас багато економічних мігрантів з України переїхало до Росії для більш високооплачуваної роботи та кар'єри. Вважається, що існує приблизно 300 000 юридично зареєстрованих мігрантів. Асиміляція також є важливим чинником скорочення числа українців.

Віце-прем'єр-міністр України В'ячеслав Кириленко на відкритті VI Всесвітнього форуму українців у 2016 р. заявив, що Російська Федерація проводить політику денаціоналізації українців, які перебувають на її території.
Питання підтримки українців у Росії є дуже важливим. Насправді, в РФ проживає близько 10 млн українців. Але останній офіційний російський перепис показав цифру 2 млн, а передостанній налічував 3 млн. Впроваджується цілеспрямована політика по денаціоналізації українців у Росії: Кремль хоче змусити їх бути ворогами свого народу і забути про своє коріння. Але ніхто з тих, хто відчуває себе українцем у Росії, не засуджує Україну і не відрікається від неї.
— сказав Кириленко.

## Відомі українці у Росії

### Революціонери
- Степан Петриченко — голова Військово-революційного комітету Кронштадтського повстання

### У культурі
- Ганна Політковська — журналістка-опозиціонерка
- Максим Березовський — композитор, автор першої української та російської опери («Демофонт»)
- Дмитро Бортнянський — композитор
- Сергій Бондарчук — режисер і актор (батько є нащадком запорожців, мати — росіянка)
- Олександр Довженко — кінорежисер, письменник
- Микола Гоголь — письменник
- Петро Ілліч Чайковський — композитор
- Ілля Лагутенко — музикант
- Людмила Павличенко — найуспішніша снайперка в історії
- Лариса Шепітько — режисер
- Тарас Григорович Шевченко — поет, художник, письменник
- Орест Сомов — письменник
- Михайло Зощенко — письменник

### У спорті
- Микола Давиденко — тенісист
- Віктор Хряпа — баскетболіст
- Андрій Николишин — хокеїст
- Сергій Семак — футболіст, капітан Збірної Росії з футболу
- Олександр Співак — футболіст
- Олег Твердовський — хокеїст
- Віталій Вишневський — хокеїст
- Микола Жердєв — хокеїст
- Олексій Житник — хокеїст
- Глек Павло — баскетболіст
- Антон Бабчук — хокеїст
- Олексій Міхнов — хокеїст

### У науці
- Буняковський Віктор Якович — математик
- Ковалевський Олександр Онуфрійович — біолог і ембріолог
- Остроградський Михайло Васильович — математик, механік і фізик
- Володимир Челомей — механік, фахівець у галузі динаміки стійкості складних коливальних систем, генеральний конструктор ракетно-космічної техніки
- Анатолій Фоменко — математик
- Юрій Гідзенко — космонавт
- Валентин Глушко — інженер, вчений в галузі ракетно-космічної техніки, основоположник радянського рідинного ракетного двигунобудування
- Юрій Кондратюк — вчений-винахідник, один із піонерів ракетної техніки й теорії космічних польотів
- Сергій Корольов — вчений у галузі ракетобудування та космонавтики, конструктор.
- Трохим Лисенко — агроном, діяч мічуринської агробіології
- Ілля Мечников — науковець, один з основоположників еволюційної ембріології, імунології та мікробіології
- Ігор Сікорський — інженер (авіаконструктор) і підприємець
- Петро Зінченко — психолог
- Оксана Позняк
- Архип Люлька — конструктор авіаційних двигунів
- Коваленко Вадим Федорович — науковець в області електроніки та теплофізики
- Диканський Микола Сергійович — фізик, доктор фізико-математичних наук, професор, академік РАН, ректор Новосибірського державного університету з 1997 до 2007 року, завідувач об'єднаної лабораторії Інституту ядерної фізики ім. Г. І. Будкера Сибірського відділення Російської академії наук (Новосибірськ).

### Політики в СРСР/Росії

#### Голови КДБ
- Віталій Федорчук — (1982)

#### Міністр оборони Радянського Союзу
- Семен Тимошенко — (1940—1941)
- Родіон Малиновський — (1957—1967)
- Андрій Гречко — (1967—1976)

#### Голова Президії Верховної Ради СРСР, Генеральний секретар ЦК КПРС
- Костянтин Черненко — (1984—1985)

#### Генеральний секретар ЦК КПРС
- Леонід Брежнєв — (1964—1982)
- Микита Хрущов

#### Прем'єр-міністри Російський Федерації
- Сергій Кирієнко — (1998).
- Христенко Віктор Борисович

#### Інші
- Едуард Лимонов (Савенко) — засновник Націонал-більшовицької партії
- Михайло Терещенко — Міністр закордонних справ Росії (1917)
- Михайло Туган-Барановський — відомий російський і український економіст
- Валентина Матвієнко — колишній губернатор Санкт-Петербурга та голова Ради Федерації Росії.
- Глазьєв Сергій Юрійович — економіст і політик
- Новак Олександр Валентинович — міністр енергетики Російської Федерації з 21 травня 2012
- Сергій Кужугетович Шойгу (має українські коріння по материнській лінії, був хрещений в Луганській області) — міністр оборони РФ

## Українські школи у Росії
На початку XXI ст. в РФ функціонували такі недільні українські школи:
- українська недільна школа ім. Т. Шевченка Кіровського району (м. Уфа);
- національна українська недільна школа «Злагода — Согласіє» Калінінського району (м. Уфа);
- недільна українська школа (м. Салават);
- українська недільна школа (м. Казань);
- українська недільна школа (м. Нижнєкамськ);
- недільна школа при Товаристві «Україна-Сейм» (м. Курськ);
- українська недільна школа (м. Оренбург);
- українська недільна школа при Культурному центрі України (м. Москва)
- українська школа вихідного дня при Українському культурному центрі «Дніпро» (м. Іркутськ)

У Культурному центрі України в Москві 2 жовтня 2005 р. вперше відкрилась Українська недільна школа для дітей віком від 7 до 17 років. Навчальним планом школи передбачено (в залежності від віку та особистих уподобань дитини) вивчення української мови та літератури, історії України, українознавства, української пісні й танцю. Надалі планувалося збільшити кількість навчальних дисциплін. На момент відкриття у складі недільної школи було 8 учнів, у навчальному році 2006—2007 рр. — 26 учнів, у 2007—2008 рр. — 51 учень. Школу відвідували діти з українським і російським громадянством, а також громадяни Республіки Молдова та Великої Британії, батьки яких є вихідцями з України.